# 福岡県立筑後特別支援学校
福岡県立筑後特別支援学校（ふくおかけんりつ ちくごとくべつしえんがっこう）は、知的障害を主とする児童・生徒が学ぶ、福岡県筑後市にある県立特別支援学校。

## 沿革
- 1979年 (昭和54年) 4月 - 福岡県立筑後養護学校並びに福岡県立筑後養護学校赤坂分校開校
- 1980年 (昭和55年) 4月 - 高等部新設
- 1985年 (昭和60年) 2月 - プール竣工
- 1994年 (平成6年) 9月 - エレベーター竣工
- 2010年 (平成22年) 3月 - 赤坂分校閉校
- 2010年 (平成22年) 4月 - 福岡県立筑後特別支援学校へ改称

## 教育課程
- 小学部
- 中学部
- 高等部

## 所在地
- 〒833-0034
- 福岡県筑後市下北島318
- 北緯33度12分8.3秒 東経130度29分20.7秒 / 北緯33.202306度 東経130.489083度